# Parafia Matki Bożej Częstochowskiej w Dobiesławiu
Parafia pw. Matki Bożej Częstochowskiej w Dobiesławiu – rzymskokatolicka parafia należąca do dekanatu Darłowo, diecezji koszalińsko-kołobrzeskiej, metropolii szczecińsko-kamieńskiej. Została utworzona 1 czerwca 1951 roku. Siedziba parafii mieści się pod numerem 9.

## Miejsca święte

### Kościół parafialny
Kościół pw. Matki Bożej Częstochowskiej w Dobiesławiu
Kościół parafialny został zbudowany w XV wieku, zbudowany z cegły na kamiennej podmurówce w stylu gotyckim

### Kościoły filialne i kaplice
Kościół pw. Matki Bożej Królowej Polski w Iwięcinie